# Agnes Finger

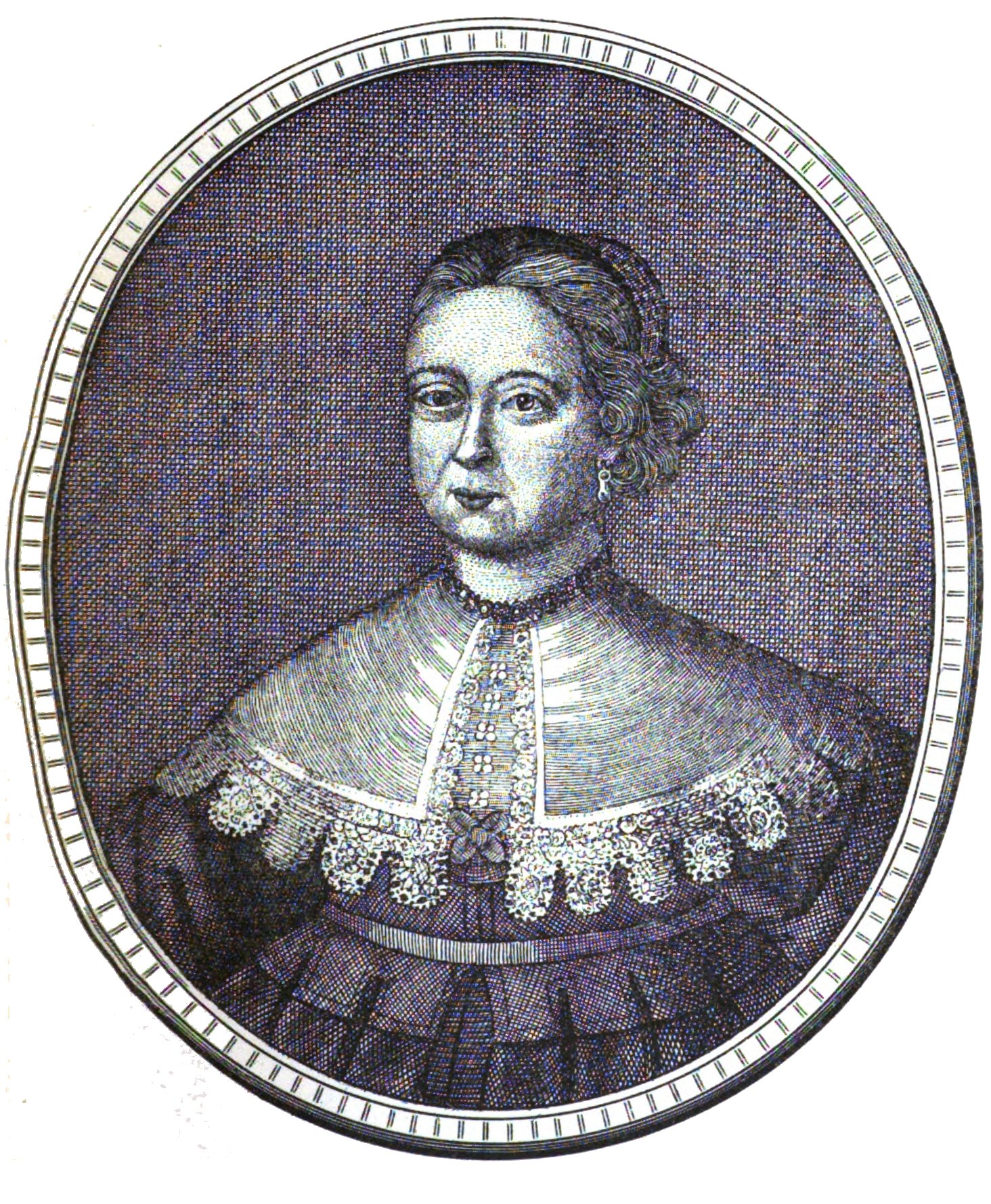
Agnes Finger, unbekannter Künstler, wohl aus dem 17. Jh.

Agnes Finger, auch Agnes Fingerin oder Agnete Fingerin, (* vor 1465; † um 1514 in Görlitz) war eine deutsche Pilgerin und Stifterin. Sie ist eine der wenigen Frauen aus dem Görlitzer Mittelalter, die aus der Stadtgeschichte hervortritt. Sie war Pilgerreisende nach Rom und möglicherweise auch nach Jerusalem.

## Leben
Finger war verheiratet mit einem Tuchmacher und Kaufmann in Görlitz und wurde nach kurzer Ehe 1465 Witwe. Als Witwe führte sie die Geschäfte ihres Mannes eigenständig weiter. In den historischen Unterlagen wird sie als vermögend und von schöner Gestalt beschrieben. Sie hat entgegen den Gepflogenheiten nie wieder geheiratet und keine Kinder bekommen. 1471 gründet sie die „Fromme Stiftung von Brot und Salz“ für arme Leute, die bis 1563 das „Agnetenbrot“ austeilen sollte.

### Pilgerreise in Heilige Land
1476 reiste sie vermutlich mit der Reisegesellschaft von Herzog Albrecht von Sachsen ins Heilige Land. Da sie als Geschäftsfrau im Handel ihre Abgaben zu leisten hatte, musste sie sich in Vorbereitung ihrer Pilgerreise von den Abgaben „freikaufen“, da Reisen zu dieser Zeit immer Unternehmungen mit ungewissem Ausgang waren. Sie ordnete ihre Vermögenswerte und überließ ihrem Schwager ihr Haus unter der Bedingung, dass sie nach der Rückkehr im „Arbeitsgemach“ frei wohnen könne. Durch den Warenverkauf an ihren Schwager hatte sie Vorsorge getroffen, für den Fall, dass ihr auf dem Wege etwas zustoßen sollte. Das Geld war für verschiedene fromme Werke vorgesehen.
In der Reisebeschreibung des sächsischen Hans von Mergenthal († 1448) wird von „zwey Eheleut von Görlitz“ gesprochen, die die Baupläne des Heiligen Grabes von Jerusalem mitgenommen haben. Wer ihr Begleiter war, ist nicht belegt. Georg Emmerich, der zur selben Zeit Bürgermeister von Görlitz war und ebenfalls eine Pilgerfahrt ins Heilige Land unternahm, war es nicht. Mit dem Bau des Heiligen Grabes zu Görlitz ist erst nach ihrer Rückkehr 1481 begonnen worden. Auch trat sie weiterhin als Stifterin für die Kirche St. Peter und Paul und Krankenhäuser auf. Sie starb hochbetagt 1514 oder 1515, ohne „liegendes oder stehendes Gut“ zu hinterlassen. Um ihr Erbe gab es laut den Görlitzer Ratsannalen Streit zwischen zwei entfernten Verwandten.

### Agnes Fingers Pilgerreise in der neueren Forschung
Dass Agnes Finger auf Romfahrt gegangen ist, ergibt sich nicht aus ihrem Testament, sondern aus dem darauf folgenden Eintrag im Görlitzer Stadtbuch. Dort bestätigt ihr Schwager Hans Schmidt, dass er der Fingerin Waren im Wert von 500 fl. ung. abgekauft habe. Neuerdings versucht Katrin Schreyer eine Neuinterpretation der von Richard Jecht gebrachten Quellenstellen und behauptet, dass Agnes Fingerin mit einem gewissen Gabriel nach Jerusalem gepilgert sei. In den Quellen lässt sich dieser Zusammenhang nicht nachweisen.
Problematisch in seiner Beurteilung ist allerdings der Tagebucheintrag bei Johannes Frauenburg: Alte Fingerin, so anno 1465 Juli 11. zu Jerusalem da Georg Emmerich zu Ritter geschlagen, mitte darbey gewesen. Durch die fehlerhafte Edition dieses Tagebuchs ist nicht klar, ob der Eintrag tatsächlich von Frauenburg stammt, dann wäre an ihrer Jerusalemreise nicht zu zweifeln, oder ob es sich um einen Nachtrag von Bartholomäus Scultetus handelt, der eine literarische Fiktion tradiert, wie sie im Sagenbuch der Lausitz erscheint.
Dass Agnes Finger vielleicht weiter nach Jerusalem gepilgert ist, macht eine Stelle in den Annalen  wahrscheinlich: (anno 1519) Dieselbige [A. Fingerin] hat sich zur zeit dieweile sie jr furgesatzt, wie den geschehen ist mit Herzog Albrechten […] zum heiligen lande zu zihen […]. Gegen die Jerusalemreise spricht als gewichtigstes Argument ein Stadtbucheintrag im Görlitzer Ratsarchiv. Dort heißt es, als sie ihrem frund Marcus Michler einen Teil seiner Schulden erlässt, zum Zeitpunkt des Geldverleihs: ehedem sy gen Rome geczogen ist. Wäre sie bis Jerusalem gereist, hätte man dies mit Sicherheit vermerkt.